# Верховинське сільське поселення
Верхо́винське сільське поселення (рос. Верховинское сельское поселение) — адміністративна одиниця у складі Юр'янського району Кіровської області Росії. Адміністративний центр поселення — село Верховино.

## Історія
Станом на 2002 рік на території поселення існували такі адміністративні одиниці:
- Великівський сільський округ (селище Велика, присілок Мерзляки)
- Верховинський сільський округ (село Верховіно, присілки Високораменьє, Логінці, Марочкани, Міхонічі, Пожарське, Салковиця, Середина, Сержантови, Сухоногово, Темерево)
- Верходворський сільський округ (село Верходвор'є, селище Мосінський, станційне селище Мосінський, присілки Високово, Заїмка, Лизгач, Сидоровічі, Таланніки, Хлисталово, починки Євля, Нікон Зарічний)
- Пишацький сільський округ (село Пишак, присілки Богомолови, Кібра, Головні, Дрягуни, Єжі, Шарапови)
- Сусловський сільський округ (присілки Галашовщина, Поломоховщина, Серьогово, Скутіни, Суслови, Цепелі)

Поселення було утворене згідно із законом Кіровської області від 7 грудня 2004 року № 284-ЗО у рамках муніципальної реформи шляхом об'єднання 5 сільських округів.

## Населення
Населення поселення становить 897 осіб (2017; 941 у 2016, 990 у 2015, 1033 у 2014, 1080 у 2013, 1080 у 2012, 1119 у 2010, 1898 у 2002).

## Склад
До складу поселення входять 32 населених пункти:
| Населений пункт              | Населення, осіб (2002) | Населення, осіб (2010) |
| ---------------------------- | ---------------------- | ---------------------- |
| Богомолови, присілок         | 2                      | 0                      |
| Велика, селище               | 425                    | 173                    |
| Верховино, село              | 574                    | 454                    |
| Верходвор'є, село            | 214                    | 157                    |
| Високово, присілок           | 0                      | -                      |
| Високораменьє, присілок      | 10                     | 4                      |
| Галашовщина, присілок        | 0                      | -                      |
| Головні, присілок            | 12                     | 4                      |
| Дрягуни, присілок            | 9                      | 2                      |
| Євля, починок                | 3                      | 0                      |
| Єжі, присілок                | 29                     | 7                      |
| Заїмка, присілок             | 1                      | 0                      |
| Кібра, присілок              | 3                      | 2                      |
| Лизгач, присілок             | 6                      | 8                      |
| Логінці, присілок            | 0                      | 0                      |
| Марочкани, присілок          | 0                      | 0                      |
| Мерзляки, присілок           | 5                      | 0                      |
| Міхоничі, присілок           | 44                     | 13                     |
| Мосінський, селище           | 155                    | 69                     |
| Мосінський, станційне селище | 0                      | 2                      |
| Нікон Зарічний, починок      | 0                      | -                      |
| Пишак, село                  | 201                    | 129                    |
| Пожарське, присілок          | 0                      | 0                      |
| Поломоховщина, присілок      | 3                      | 2                      |
| Салковиця, присілок          | 10                     | 4                      |
| Середина, присілок           | 26                     | 6                      |
| Сержантови, присілок         | 4                      | 0                      |
| Серьогово, присілок          | 5                      | 0                      |
| Сидоровичі, присілок         | 0                      | -                      |
| Скутіни, присілок            | 1                      | 1                      |
| Суслови, присілок            | 111                    | 56                     |
| Сухоногово, присілок         | 0                      | -                      |
| Таланники, присілок          | 0                      | 0                      |
| Темерево, присілок           | 34                     | 24                     |
| Хлисталово, присілок         | 6                      | 0                      |
| Цепелі, присілок             | 0                      | 0                      |
| Шарапови, присілок           | 5                      | 2                      |